# Bounnhang Vorachith
Bounnhang Vorachith (tiếng Lào: ບຸນຍັງ ວໍລະຈິດ, phiên âm: Bun-nhăng Vo-la-chít, sinh ngày 15 tháng 8 năm 1937) là nhà chính trị Lào; là nguyênTổng Bí thư Đảng Nhân dân Cách mạng Lào khóa X (nhiệm kỳ 2016-2021), nguyên Chủ tịch nước nước Cộng hòa Dân chủ Nhân dân Lào.

## Tiểu sử và sự nghiệp
Ông Bounnhang Vorachith sinh ngày 15 tháng 8 năm 1937 tại huyện Thapangthong, tỉnh Savannakhet, Lào.
Từ năm 1982 đến năm 1993, ông là Ủy viên Trung ương Đảng, Bí thư Tỉnh ủy, Tỉnh trưởng tỉnh Savannakhet.
Từ năm 1993 đến năm 1996, ông là Bí thư, Đô trưởng Thành phố Viêng Chăn.
Từ năm 1996 đến năm 1998, ông là Ủy viên Bộ Chính trị, Phó Thủ tướng Chính phủ nước CHDCND Lào, Chủ tịch Ủy ban hợp tác và đầu tư nước ngoài, Chủ tịch Ủy ban T.Ư về Quy hoạch đất đai - rừng, Chủ tịch Ủy ban T.Ư về Phát triển nông thôn.
Từ năm 1998 đến năm 2001 ông phục vụ như Phó Thủ tướng, và sau đó được bổ nhiệm làm Thủ tướng Lào từ ngày 27 tháng 3 năm 2001 đến 8 tháng 6 năm 2006.
Ngày 8 tháng 6 năm 2006 ông được bầu làm Phó Chủ tịch nước Lào, Thường trực Ban Bí thư (2006 - 2016) và Bouasone Bouphavanh được bổ nhiệm làm Thủ tướng thay thế ông.
Năm 2016, ông được bầu làm Tổng Bí thư Đảng Nhân dân Cách mạng Lào. Ngày 20/4/2016 được bầu làm Chủ tịch nước Cộng hòa Dân chủ Nhân dân Lào.
Ông là Ủy viên Bộ Chính trị Đảng Nhân dân Cách mạng Lào khoá VI, VII, VIII, IX, X (từ năm 1996 tới năm 2021).